# 名古屋市西図書館
名古屋市西図書館（なごやし にしとしょかん）は、愛知県名古屋市西区花の木にある名古屋市図書館の分館である。
2014年度の蔵書数は107,045冊、貸出数は422,607冊である。
図書を107,045冊（一般和書：77,262冊、児童書：29,741冊）、新聞を44紙、雑誌を281誌、視聴覚資料を3,501点（紙芝居：937組、CD：1,544枚、カセットテープ：164巻、ビデオテープ：680巻、ビデオディスク：144枚、CD・DVD-ROM：31枚）所蔵している。

## 歴史

### 嚆矢
1925年（大正14年）4月19日、東区武平町に実業家矢田績により創立された私立図書館である財団法人名古屋公衆図書館を嚆矢とする。名古屋市鶴舞中央図書館は、当時の名古屋公衆図書館を「私立図書館としては大橋図書館・藤山図書館と並ぶ本邦屈指の規模」であったと表現している。

### 財団法人名古屋公衆図書館時代
- 1922年（大正11年）11月28日 - 矢田績により、財団法人名古屋公衆図書館設立許可申請書が、当時の鎌田榮吉文部大臣に提出される[10]。翌月23日設立許可[10]。
- 1923年（大正12年）1月20日 - 財団法人名古屋公衆図書館成立[10]。
- 1923年（大正12年）11月 - 東区武平町5の3の200坪の土地に図書館建物を着工[11]。
- 1924年（大正13年）6月3日 - 図書館建物完成[12]。鈴木禎次設計、分離派様式による、地下1階地上3階建て鉄筋コンクリート造の建物であったという[12]。総工事費は当時の金額で85,000円であった[12]。
- 1925年（大正14年）4月19日 - 財団法人名古屋公衆図書館として開館[13]。当時、入館料として、普通閲覧券1回券3銭・10回券20銭・30回券50銭・特別閲覧券6銭で発売していたという[12]。
- 1932年（昭和7年）12月・1933年（昭和8年）8月・1936年（昭和11年）1月 - この3回に分けて東久邇宮稔彦王により、計2004冊の図書が寄贈され、「東久邇宮ご下賜文庫」が整備される[14]。
- 1939年（昭和14年）1月 - 館外携出制度が開始する[15]。
- 1939年（昭和14年）5月1日 - 「家庭訪問文庫」が開始する[16]。

### 名古屋市立名古屋公衆図書館時代
- 1939年（昭和14年）9月6日[17] - 基金20万円とともに名古屋市に寄付され、名古屋市立名古屋公衆図書館となる[13]。ただし、名古屋市鶴舞中央図書館（1994）では、私財25万円の寄付としている[18]。
- 1942年（昭和17年）5月1日 - 隣組を利用した「常会文庫」が開始される[16]。
- 1944年（昭和19年）8月6日 - 名古屋市立名古屋図書館（鶴舞中央図書館の前身）が実施していた巡回文庫用図書約2万冊が、家庭訪問文庫用として移管される[16]。

### 名古屋市栄図書館時代
名古屋市栄図書館時代には、現在中央館となっている鶴舞中央図書館との2館体制であり、薬師院はるみ（2012-10）は互いに対抗意識を持ち、それぞれが「独自の気風」により運営していたと指摘している。それは、鶴舞が研究資料図書館であるのに対して、栄が「一般市民の教養と娯楽を主体にした大衆図書館」であるという認識であったという。また、その目的を達するための手段の一つとして、巡回文庫が1956年（昭和31年）に開始されている。
- 1952年（昭和27年）8月11日 - 名古屋市栄図書館と改称する[21]。
- 1956年（昭和31年）3月29日～10月15日 - 地下鉄1号線（東西線）建設に伴い、建物の移動工事が実施された[22]。これは、地下階を含めた3250トンの建物を南方へ15メートル、西方へ4.6メートル移動させるものであった[22]。
- 1956年（昭和31年）4月 - 自動車を利用した巡回文庫が開始される[16]。

### 名古屋市西図書館時代
- 1965年（昭和40年）11月1日 - 西区台所町1-2-2（当時）[23]の花ノ木小学校跡地において[24]、新築移転により、名古屋市西図書館と改称される[25][WEB 1]。同時に巡回文庫の運営も引き継がれる[25]。
- 1966年（昭和41年）5月 - 1969年（昭和44年）当時、市内唯一であった貸しレコード鑑賞室が設置される[新聞 1]。またこの頃、館内閲覧室において正午と午後3時に世界音楽全集から選曲したクラシック曲を流す試みを行っていたという[新聞 2]。
- 1967年（昭和42年） - 元市教育長加藤善三が個人所有のクラシック音楽レコードを寄付[新聞 3]。
- 1971年（昭和46年） - 名古屋市図書館としては初となるレコードの貸し出しを実施[新聞 4]
- 1973年（昭和48年） - 名古屋市南図書館敷地内に巡回文庫南基地が設置される[25]。
- 1980年（昭和55年）10月12日 - 所在地である台所町が住居表示の実施に伴い、花の木二丁目などに編入され、所在地名が変更になる[26]。
- 1983年（昭和58年）4月15日 - 西図書館巡回文庫係が廃止され、奉仕係に統合[27]。
- 1994年（平成6年）6月1日 - 同地において改築される[WEB 1]。
- 2002年（平成14年）10月31日 - 中川自動車図書館廃止に伴い、同図書館管轄区域の一部が編入される[28]。
- 2007年（平成19年）3月31日 - 西自動車図書館廃止[28]。南自動車図書館に統合される[28]。

## サービス
図書館の入館や利用はだれでも可能であるが、館外貸出には利用者登録が必要で愛知県在住・在勤・在学者のみが可能となっている。
館外貸出
図書が最大14日で6冊まで、それとは別に紙芝居が3組まで、カセットテープ・CD・DVDが3点まで、紙芝居舞台1台の館外帯出が可能である。また、返却は紙芝居の舞台以外であれば貸し出し館に限らず名古屋市図書館各館において行うことができる。ただし、貸出点数に関しては、名古屋市図書館全館で共通して計算する。
開館時間
火 - 土：9時30分 - 19時00分
日・祝日：9時30分 - 17時00分
休館日
月曜日（祝日の場合は開館し翌日休館）
毎月第3金曜日（祝日の場合は開館）
特別整理期間
年末年始（12月29日から1月4日まで）

### 図書館の特色
名古屋市内の図書館はテーマに沿ったコーナーがあり、当館では名古屋城をテーマとしたコーナーがある。

## 交通アクセス
- 名古屋市営地下鉄鶴舞線 浄心駅4番出口より南へ徒歩で約3分[WEB 1]。
- 名古屋市営バス 名駅15号系統「浄心町」停留所より南へ徒歩で約4分[WEB 1]。
- 名古屋市営バス 名駅12号系統「西区役所」停留所より北へ徒歩で約2分[WEB 1]。

### WEB
1. 1 2 3 4 5 6  名古屋市鶴舞中央図書館. “西図書館”. 2015年3月11日閲覧。
2. 1 2 3 4  名古屋市鶴舞中央図書館. “はじめての方へ（利用案内）”. 2015年2月15日閲覧。
3. 1 2 3 4 5 6  名古屋市鶴舞中央図書館. “開館時間と休館日”. 2015年2月15日閲覧。

### 新聞
1. ↑  “開店休業なんです 西図書館の貸しレコード鑑賞室”. 毎日新聞. (1969年9月6日)
2. ↑  “好評、西図書館の新しい試み 休憩時間に音楽流す”. 中日新聞. (1966年10月2日)
3. ↑  “お寒いレコード図書館 予算はゼロ 四苦八苦の職員ら 〝孤軍奮闘〟西・港の二館 西図書館 寄付がきっかけ やっと2000枚に”. 中部読売新聞. (1980年12月12日)
4. ↑  “レコードも貸し出し 市内では初 西図書館決める”. 中日新聞. (1971年10月28日)

### 文献
1. 1 2 3  名古屋市鶴舞中央図書館 2014, p. 3.
2. 1 2 3  名古屋市鶴舞中央図書館 2014, p. 2.
3. ↑  “19-01(3).xisx”. 2024年1月14日閲覧。
4. 1 2  名古屋市鶴舞中央図書館 2014, p. 26.
5. ↑  名古屋市鶴舞中央図書館 2014, p. 39.
6. ↑  名古屋市鶴舞中央図書館 2014, p. 27.
7. 1 2  名古屋市鶴舞中央図書館 2014, p. 35.
8. ↑  名古屋市鶴舞中央図書館 2014, p. 36.
9. ↑  名古屋市鶴舞中央図書館 1994, p. 17.
10. 1 2 3  薬師院はるみ 2012b, p. 29.
11. ↑  名古屋市西図書館 1975, p. 8.
12. 1 2 3 4  名古屋市西図書館 1975, p. 11.
13. 1 2  薬師院はるみ 2012b, p. 30.
14. ↑  名古屋市西図書館 1975, p. 22.
15. ↑  名古屋市西図書館 1975, p. 23.
16. 1 2 3 4  薬師院はるみ 2012b, p. 62.
17. ↑  名古屋市西図書館 1975, p. 26.
18. ↑  名古屋市鶴舞中央図書館 1994, p. 11.
19. ↑  薬師院はるみ 2012b, pp. 32–34.
20. 1 2  薬師院はるみ 2012b, pp. 59–60.
21. ↑  薬師院はるみ 2012b, p. 31.
22. 1 2  薬師院はるみ 2012b, p. 60.
23. ↑  名古屋市鶴舞中央図書館 1994, p. 58.
24. ↑  名古屋市鶴舞中央図書館 1994, p. 32.
25. 1 2 3  薬師院はるみ 2012b, p. 201.
26. ↑  名古屋市計画局 1992, pp. 756–757.
27. ↑  薬師院はるみ 2012b, p. 204.
28. 1 2 3  薬師院はるみ 2012b, p. 225.